# Un conte d'été polonais
Pour plus de détails, voir Fiche technique et Distribution.

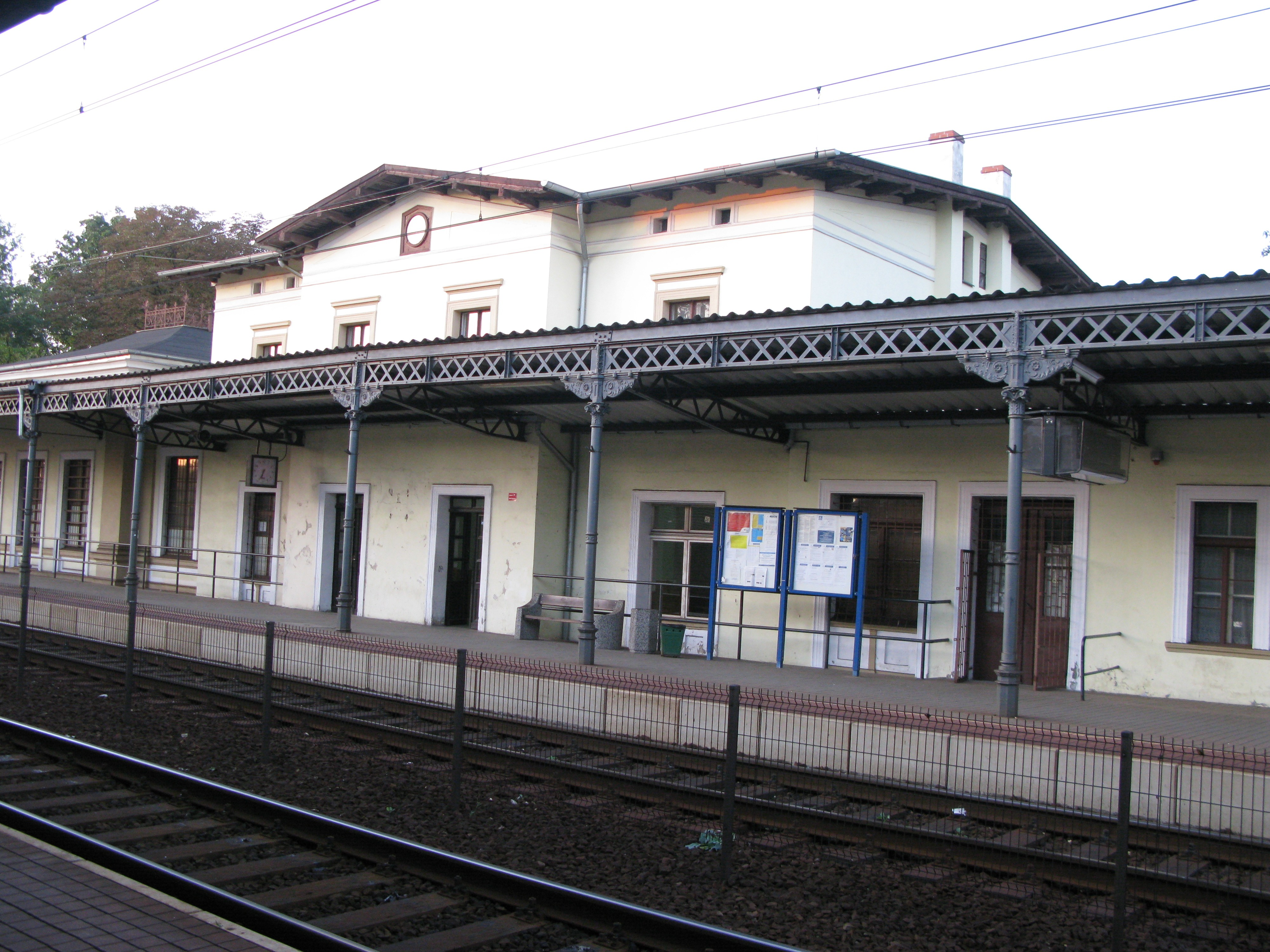
La gare à Oława.

Un conte d'été polonais (Sztuczki) est un film polonais réalisé par Andrzej Jakimowski en 2007 et sorti la même année en Pologne et l'année suivante en France.

## Synopsis
Au cours de l'été de ses 10 ans, dans un décor baigné par le soleil d'une lumière dorée, Stefek observe les trains défiler dans la petite gare de son village polonais. Élevé par sa mère qui tient une modeste épicerie, et épaulée par sa grande sœur de 17 ans, il ne perd pas espoir que son père revienne. Il s'amuse de bouts de ficelles et se persuade qu'il peut jouer avec le destin. Un jour, assis avec sa sœur sur le banc de la gare, Stefek voit un homme monter dans un des trains. Il est persuadé qu'il s'agit de son père. Il séjourne près de la gare en semant ses pièces de monnaie sur les rails et en jouant de ses soldats de plomb « porte bonheur » pour que le destin lui sourie et fasse revenir son père.

## Fiche technique
- Musique : Tomasz Gąssowski
- Costumes : Alexandra Staszko
- Photographie : Adam Bajerski
- Montage : Cezary Grzesiuk
- Production : Andrzej Jakimowski
- Société de distribution : World Cinema
- Langue : polonais

## Distribution
- Damian Ul : Stefek, 10 ans
- Ewelina Walendziak : Elka, sa sœur aînée, 17 ans
- Rafał Guźniczak : Jerzy, le petit ami d'Elka
- Tomasz Sapryk : le père, usager des trains
- Iwona Fornaczyk : la mère, qui tient une épicerie
- Joanna Liszowska : Violka, la belle voisine provocatrice
- Simeone Matarelli : Leone, la patron italien de l'entreprise que Elka veut intégrer

## Distinctions

### Récompenses
- Mostra de Venise 2007 : Label Europa Cinemas
- Festival du film polonais de Gdynia 2007

## Lieu du tournage
Le film a été tourné dans la ville de Wałbrzych et à la gare d'Oława dans la voïvodie de Basse-Silésie (Sudètes).